# Tamopsis pseudocircumvidens
Tamopsis pseudocircumvidens là một loài nhện trong họ Hersiliidae. T. pseudocircumvidens được miêu tả năm 1987 bởi Martin Baehr & Barbara Baehr.